# Sportvagns-VM
World Sportscar Championship, Sportvagns-VM, var ett världsomspännande mästerskap för sportvagnar, sanktionerat av FIA mellan 1953 och 1992.
Mästerskapet utvecklades från en liten grupp av de viktigaste uthållighets- och landsvägstävlingarna för sportbilar i Europa och Nordamerika, med några dussin privatförare i startfältet, till en professionell racingserie där världens största biltillverkare lade ner miljontals dollar varje år. Det officiella namnet på serien ändrades genom åren, men det har allmänt kallats Sportvagns-VM sedan starten 1953. Sportvagns-VM var tillsammans med formel 1-VM banracingens två stora världsmästerskap.

## Tävlingar
Tävlingar som ingick i mästerskapet under olika säsonger:
- Buenos Aires 1000 km 1954-1972
- Carrera Panamericana 1953-1954
- Daytona 24-timmars 1967-
- Fuji 1000 km 1983-1988
- Kristianstads Grand Prix 1956-1957
- Le Mans 24-timmars 1953-
- Mille Miglia 1953-1957
- Monza 1000 km 1963-
- Norisring 200 miles 1984-1988
- Nürburgring 1000 km 1953-
- Sebring 12-timmars 1953-
- Spa 1000 km 1963-
- Targa Florio 1955-1973

## 1953 till 1961
De första åren kördes legendariska tävlingar som Mille Miglia, Carrera Panamericana och Targa Florio, tillsammans med de ännu aktuella Le Mans 24-timmars och Sebring 12-timmars. Märken som Ferrari, Mercedes-Benz, Porsche och Aston Martin ställde upp med professionella racerförare med erfarenheter från formel 1, men majoriteten var privatförare i bilar som Nardi och Bandini. Klasserna var uppdelade i GT (täckt kaross) och Sport (öppen kaross) och delades sedan upp ytterligare beroende på motorstorlek. Ferraris fabriksstall dominerade under 1950-talet, ett resultat av Enzo Ferraris beslutsamhet att öka märkets prestige. Mercedes-Benz fabriksstall drog sig ur mästerskapet efter 1955 på grund av den katastrofala olyckan på Le Mans samma år, medan Aston Martins lilla stall kämpade under säsongerna 1957 och 1958, innan de lyckades vinna mästerskapet 1959. Jaguars fabriksstall slutade alltid påfallande långt ner i mästerskapstabellerna, men så deltog de heller inte i några andra tävlingar än Le Mans, trots potentialen i deras C- och D-Typer.

## 1962 till 1965
1962 utökade tävlingskalendern med mindre tävlingar eftersom FIA, utan framgång, försökte sätta fokus på GT-bilarna.

## 1966 till 1981
Med början 1966 var S- (femliters sportbilar) och P- (treliters täckta prototyper) klasserna de mest framgångsrika och bilar som Ferrari 512S, Ferrari P prototyper, Ford GT40, Lola T70, Chaparral, Alfa Romeo Tipo 33, Porsche 906, Porsche 908, Porsche 917 och Shelby Cobra kämpade om herraväldet på klassiska banor som Sebring, Nürburgring, Spa-Francorchamps, Monza, Targa Florio och Le Mans under det som numera anses vara guldåren inom sportvagnsracing.
1972 ersattes både Grupp 6 prototyper och Grupp 5 sportbilar av en ny Grupp 5 sportbilsklass. FIA begränsade motorstorleken för dessa bilar till tre liter, något som elaka tungor påstod gjordes för att gynna det franska Matra-stallet, och tillverkarna förlorade gradvis intresset. De nya Grupp 5-sportbilarna deltog tillsammans med Grupp 4 GT-bilar i FIA:s omdöpta World Championship for Makes (WCM) mellan 1972 och 1975. Mellan 1976 och 1981 var WCM öppet för Grupp 5 Special Production-bilar och Grupp 4 GT-bilar och det var under den här perioden som den näst intill oövervinneliga Porsche 935 dominerade de internationella långdistansloppen. Prototyperna återkom till sporten, men de lyckades vanligtvis inte besegra armadorna av Porsche 935:or och Lanciastallets Beta Montecarlo. 1981 införde FIA ett förarmästerskap.

## 1982 till 1992
1982 försökte FIA möta stegrande motoreffekter bland Grupp 5 Special Production-bilarna genom att introducera Grupp C, en ny kategori täckta sportvagnsprototyper (bilar byggda enbart för tävling) med begränsningar av bränsleförbrukningen. I teorin skulle begränsningar av bränsleförbrukningen inte kräva så komplexa regler för motortekniken. Medan dessa förändringar mötte motstånd bland vissa privata stall, var stödet desto större från biltillverkarna. Flera ur det ”gamla gardet” kom tillbaka till mästerskapet under de närmaste två åren och utökade startfältet. Med de nya reglerna blev det möjligt för bilar med sugmotor att konkurrera med de underhållskrävande överladdade motorer som dominerat under 70- och början av 80-talet. Då de flesta tävlingar kördes över 500 eller 1000 km, vanligen under tre respektive sex timmar, så det var dessutom möjligt att fokusera på "uthållighetsaspekten" i tävlingen. Grupp B-bilar, som var en GT-klass, tilläts också, men deltagarna var få och Grupp B-bilarna försvann snart från serien, medan sportvagnsprototyperna dominerade mästerskapet.
Porsche var det första märket i serien med 956:an, men snart tillkom flera andra, som Jaguar, Mercedes-Benz, Nissan, Toyota, Mazda och Aston Martin. När kostnaderna steg skapades en C2-klass (från början kallad C Junior) för privatstall och mindre tillverkare, med ännu mer begränsningar av bränsleförbrukningen. I den mindre klassen använde de flesta bilarna motorer från BMW M1 eller den nya Cosworth DFL, men liksom i huvudklassen fanns en uppsjö av lösningar från varje enskild tillverkare. Alba, Tiga, Spice och Ecurie Ecosse var de mest framgångsrika i den här klassen. Medan Grupp C-formeln hade lockat tillbaka tillverkarna till sporten var det återigen Porsche – med sina 956 & 962 Grupp C-bilar – som fortsatte att dominera.
Till 1986 bytte serien åter namn, från World Endurance Championship till World Sports-Prototype Championship.
Trots att Grupp C-formeln var en succé, med publiksiffror runt 50 000 eller fler och 350 000 besökare på Le Mans (bättre siffror än för samtida Grand Prix-tävlingar i Portugal och Spanien), introducerade FIA nya regler till 1991, framdrivna av FIA:s vicepresident Bernie Ecclestone: bilar med en vikt på 750 kg och med nya sugmotorer på 3500 cm³. Den nya klassen, kallad “Grupp C Kategori 1”, var avsedd att använda formel 1-motorer. Trots att motoreffekten vanligtvis var lägre än äldre Grupp C-bilar (cirka 650 hk jämfört med cirka 750 hk eller mer) anses de nya bilarna vara bland de snabbaste sportvagnarna någonsin. Men uppstarten för det nya reglementet gick långsamt och bara en handfull Kategori 1-bilar var klara till säsongen 1991. Följaktligen tillät FIA även bilar enligt det äldre Grupp C-reglementet att tävla i mästerskapet (som “Grupp C Kategori 2”) under ett övergångsår. De var dock ordentligt handikappade när det gäller vikt, bränsletillgång och platser i startfältet. Till 1991 bytte mästerskapet namn ännu en gång, nu till FIA Sportscar World Championship och det nya 3,5-liters reglementet fick full effekt i mästerskapet 1992, då de äldre Grupp C-bilarna inte längre fick tävla.
Den nya generationen motorer, som tillkommit för att sänka kostnaderna och öka konkurrensen, visade sig snart ge motsatt effekt. Kostnaderna skenade, då fabriksstallen utvecklade bilar med kapacitet att sätta tider som skulle räckt till en plats i mitten av startfältet på en formel 1-tävling, trots 200 kg högre vikt. Tillverkarna övergav ännu en gång sportvagnsserien, när de insåg att de nu utvecklat motorer som passade i F1 men att kostnaderna var ännu högre på grund av sportbilens mer komplicerade aerodynamik. Särskilt Mercedes-Benz och Peugeot valde att antingen koncentrera sig på eller helt flytta till F1. Dessa exotiska motorer var oöverkomliga för stall som Spice and ADA, men sedan de stora tillverkarna lämnat den högsta klassen kollapsade serien. Bristen på deltagare gjorde att säsongen 1993 ställdes in redan före första tävlingen.

## Efter 1992
1994 återuppstod sportvagns-VM i Nordamerika, nu i form av IMSA:s GT-serie. Namnet användes för seriens högsta klass för sportvagnsprototyper fram till 1998, då serien lades ner.
Dessutom återkom en internationell GT-serie 1994, efter att ha legat nere under ett decennium. Detta år introducerades BPR Global GT Series. Serien gjorde succé och övertogs av FIA 1997, omdöpt till FIA GT Championship. Sporvagnsprototyper tävlade inte på europeiska banor (med undantag för Le Mans) förrän 1997, då International Sports Racing Series startades. Denna serie utvecklades till den kortlivade FIA Sportscar Championship 2001. FIA håller numera skilda tävlingar för GT-bilar och prototyper och dessa bilar körs bara samtidigt vid ACO-sanktionerade tävlingar. 1999 fick Don Panoz ACO:s tillåtelse att använda dess reglemente till American Le Mans Series, som tävlar i både kortare och längre lopp runt hela Nordamerika.

## Nystart 2012
I juni 2011 meddelade internationella bilsportförbundet FIA att man gjort en överenskommelse med ACO om att återigen införa ett världsmästerskap för sportvagnar. Serien får namnet FIA World Endurance Championship, samma namn som användes under perioden 1981 till 1985 och ersätter ACO:s Intercontinental Le Mans Cup från och med säsongen 2012.

## Sportvagnsvärldsmästare
| Säsong     | Konstruktör (1953 - 1984)                                                        | Stall (1985 - 1992)                                     | Förare (1981 - 1992)                                                   |
| ---------- | -------------------------------------------------------------------------------- | ------------------------------------------------------- | ---------------------------------------------------------------------- |
| 1953       | Ferrari                                                                          | -                                                       | -                                                                      |
| 1954       | Ferrari                                                                          | -                                                       | -                                                                      |
| 1955       | Mercedes-Benz                                                                    | -                                                       | -                                                                      |
| 1956       | Ferrari                                                                          | -                                                       | -                                                                      |
| 1957       | Ferrari                                                                          | -                                                       | -                                                                      |
| 1958       | Ferrari                                                                          | -                                                       | -                                                                      |
| 1959       | Aston Martin                                                                     | -                                                       | -                                                                      |
| 1960       | Ferrari                                                                          | -                                                       | -                                                                      |
| 1961       | Ferrari                                                                          | -                                                       | -                                                                      |
| 1962       | Ferrari (GT+2.0) Porsche (GT2.0) Fiat-Abarth (GT1.0)                             | -                                                       | -                                                                      |
| 1963       | Ferrari (P) Ferrari (GT+2.0) Porsche (GT2.0) Fiat-Abarth (GT1.0)                 | -                                                       | -                                                                      |
| 1964       | Ferrari (P) Porsche (P3.0) Ferrari (GT+2.0) Porsche (GT2.0) Abarth-Simca (GT1.0) | -                                                       | -                                                                      |
| 1965       | Ferrari (P) Shelby (GT+2.0) Porsche (GT2.0) Abarth-Simca (GT1.3)                 | -                                                       | -                                                                      |
| 1966       | Ford (P+2.0) Porsche (P2.0) Ford (S+2.0) Porsche (S2.0) Abarth (S1.3)            | -                                                       | -                                                                      |
| 1967       | Ferrari (P+2.0) Porsche (P2.0) Ford (S+2.0) Porsche (S2.0) Abarth (S1.3)         | -                                                       | -                                                                      |
| 1968       | Ford (S & P) Porsche (GT)                                                        | -                                                       | -                                                                      |
| 1969       | Porsche (S & P) Porsche (GT)                                                     | -                                                       | -                                                                      |
| 1970       | Porsche (S & P) Porsche (GT)                                                     | -                                                       | -                                                                      |
| 1971       | Porsche (S & P) Porsche (GT)                                                     | -                                                       | -                                                                      |
| 1972       | Ferrari (S) Porsche (GT)                                                         | -                                                       | -                                                                      |
| 1973       | Matra (S) Porsche (GT)                                                           | -                                                       | -                                                                      |
| 1974       | Matra (S) Porsche (GT)                                                           | -                                                       | -                                                                      |
| 1975       | Alfa Romeo (S) Porsche (GT)                                                      | -                                                       | -                                                                      |
| 1976 (WSC) | Porsche                                                                          | -                                                       | -                                                                      |
| 1976 (WCM) | Porsche                                                                          | -                                                       | -                                                                      |
| 1977 (WSC) | Alfa Romeo                                                                       | -                                                       | -                                                                      |
| 1977 (WCM) | Porsche (+2.0) BMW (2.0)                                                         | -                                                       | -                                                                      |
| 1978       | Porsche                                                                          | -                                                       | -                                                                      |
| 1979       | Porsche                                                                          | -                                                       | -                                                                      |
| 1980       | Porsche (+2.0) Lancia (2.0)                                                      | -                                                       | -                                                                      |
| 1981       | Porsche (+2.0) Lancia (2.0)                                                      | -                                                       | Bob Garretson                                                          |
| 1982       | Porsche                                                                          | -                                                       | Jacky Ickx                                                             |
| 1983       | Porsche (C) Alba - Giannini (C Jnr) Porsche (B)                                  | -                                                       | Jacky Ickx                                                             |
| 1984       | Porsche (C) Alba - Giannini (C Jnr) BMW (B)                                      | -                                                       | Stefan Bellof                                                          |
| 1985       | -                                                                                | Rothmans Porsche (C) Spice Engineering (C2)             | Derek Bell (C) Hans-Joachim Stuck (C) Gordon Spice (C2) Ray Bellm (C2) |
| 1986       | -                                                                                | Brun Motorsport (C) Ecurie Ecosse (C2)                  | Derek Bell (C) Hans-Joachim Stuck (C) Gordon Spice (C2) Ray Bellm (C2) |
| 1987       | -                                                                                | Silk Cut Jaguar (C) Spice Engineering (C2)              | Raul Boesel (C) Gordon Spice (C2) Fermín Vélez (C2)                    |
| 1988       | -                                                                                | Silk Cut Jaguar (C) Spice Engineering (C2)              | Martin Brundle (C) Gordon Spice (C2) Ray Bellm (C2)                    |
| 1989       | -                                                                                | Team Sauber Mercedes (C) Chamberlain Engineering (C2)   | Jean-Louis Schlesser (C) Nick Adams (C2) Fermín Vélez                  |
| 1990       | -                                                                                | Team Sauber Mercedes                                    | Jean-Louis Schlesser Mauro Baldi                                       |
| 1991       | -                                                                                | Silk Cut Jaguar                                         | Teo Fabi                                                               |
| 1992       | -                                                                                | Peugeot Talbot Sport (C1) Chamberlain Engineering (Cup) | Derek Warwick (C1) Yannick Dalmas (C1) Ferdinand de Lesseps (Cup)      |